# Auf Achse
Auf Achse (in tedesco letteralmente "sull'asse", figurativamente "sulla strada") è un gioco da tavolo in stile tedesco di Wolfgang Kramer  pubblicato nel 1987 dalla FX Schmid.  Il gioco vinse lo Spiel des Jahres 1987.
Nel 1992 è stata pubblicata Auf Achse Junior una versione per ragazzi e nel 1994 Auf Achse – Das Kartenspiel, un gioco di carte  in stile ramino con lo stesso tema del gioco da tavolo.  Nel 2007 la Schmidt Spiele ha pubblicato una versione rivista